# Налбантов
Налбантов или Налбантски е родово име, произхождащо занаята налбантлък. Налбант идва от турската дума nalbant или подковач.

## Личности с такова родово име
- Александър Налбантов (p.1973), председател на Софийската районна прокуратура (СРП)
- Иван Налбантов (p.1940), български актьор, преподавател във ВИТИЗ
- Стоян Налбантов (p.1958), български писател